# Теткиш
Теткиш — река в России, протекает в Костромском районе Костромской области. Устье реки находится в 7,4 км по левому берегу реки Сеньдега. Длина реки составляет 13 км.
Река берёт начало севернее деревни Першутино в 15 км в востоку от Костромы. Течёт на юго-запад, на реке стоят деревни Першутино и Теткиш. Впадает в Сеньдегу у деревни Малое Андрейково.

## Данные водного реестра
По данным государственного водного реестра России относится к Верхневолжскому бассейновому округу, водохозяйственный участок реки — Волга от города Кострома до Горьковского гидроузла (Горьковское водохранилище), без реки Унжа, речной подбассейн реки — Волга ниже Рыбинского водохранилища до впадения Оки. Речной бассейн реки — (Верхняя) Волга до Куйбышевского водохранилища (без бассейна Оки).
По данным геоинформационной системы водохозяйственного районирования территории РФ, подготовленной Федеральным агентством водных ресурсов:
- Код водного объекта в государственном водном реестре — 08010300412110000013308
- Код по гидрологической изученности (ГИ) — 110001330
- Код бассейна — 08.01.03.004
- Номер тома по ГИ — 10
- Выпуск по ГИ — 0